# Curvy Kate
 (février 2025).
Motif : Sourçage très léger, article créé par un CAOU, réelle notoriété encyclopédique ?
- Archive Wikiwix
- Bing
- Cairn
- DuckDuckGo
- E. Universalis
- Gallica
- Google
- G. Books
- G. News
- G. Scholar
- Persée
- Qwant
- (zh) Baidu
- (ru) Yandex
- (wd) trouver des œuvres sur Wikidata

| 1. | Préciser le motif de la pose du bandeau. | Précisez le motif de la pose du bandeau en utilisant la syntaxe suivante : {{admissibilité à vérifier\|date=mars 2025\|motif=remplacez ce texte par le motif}}                  |
| 2. | Informer les utilisateurs concernés.     | Pensez à avertir le créateur de l'article, par exemple, en insérant le code ci-dessous sur sa page de discussion : {{subst:avertissement admissibilité à vérifier\|Curvy Kate}} |

 (février 2025).
Curvy Kate ou couramment abrégée en CK est une entreprise britannique de lingerie spécialisée dans les bonnets D à K et les maillots de bain. Elle est basée à Harrow. Curvy Kate lingerie a été créée pour les femmes aux courbes généreuses et la demande de bonnets profonds disponibles du 80 au 105. La marque est lancée en juillet 2009 lors de l'Harrogate Lingerie Show.

## Histoire
En octobre 2010, le premier modèle de la marque, Showgirl Thrill Me dans la couleur framboise/fusain, est conçu  pour la boutique anglaise de bonnets profonds Bravissimo puis est suivi par le modèle Portia en framboise/bleu marine avec un tour de dos allant jusqu'au 115 pour le revendeur Simply Yours en août 2011.
En février 2011 Curvy Kate annonce que ses ventes ont grimpé de 400 % durant les deux premières années d'exploitation grâce à leur expansion à l'international.
En mai 2011, Curvy Kate annonce l'introduction de maillots de bain dans leurs collections. Utilisant leur célèbre modèle Princess, la gamme comprend 3 modèles de tankinis et bikinis avec le shorty correspondant.
En décembre 2011, Curvy Kate annonce la sortie de leur premier soutien-gorge à bonnet J pour la collection Automne Hiver 2012.

## Star in a Bra

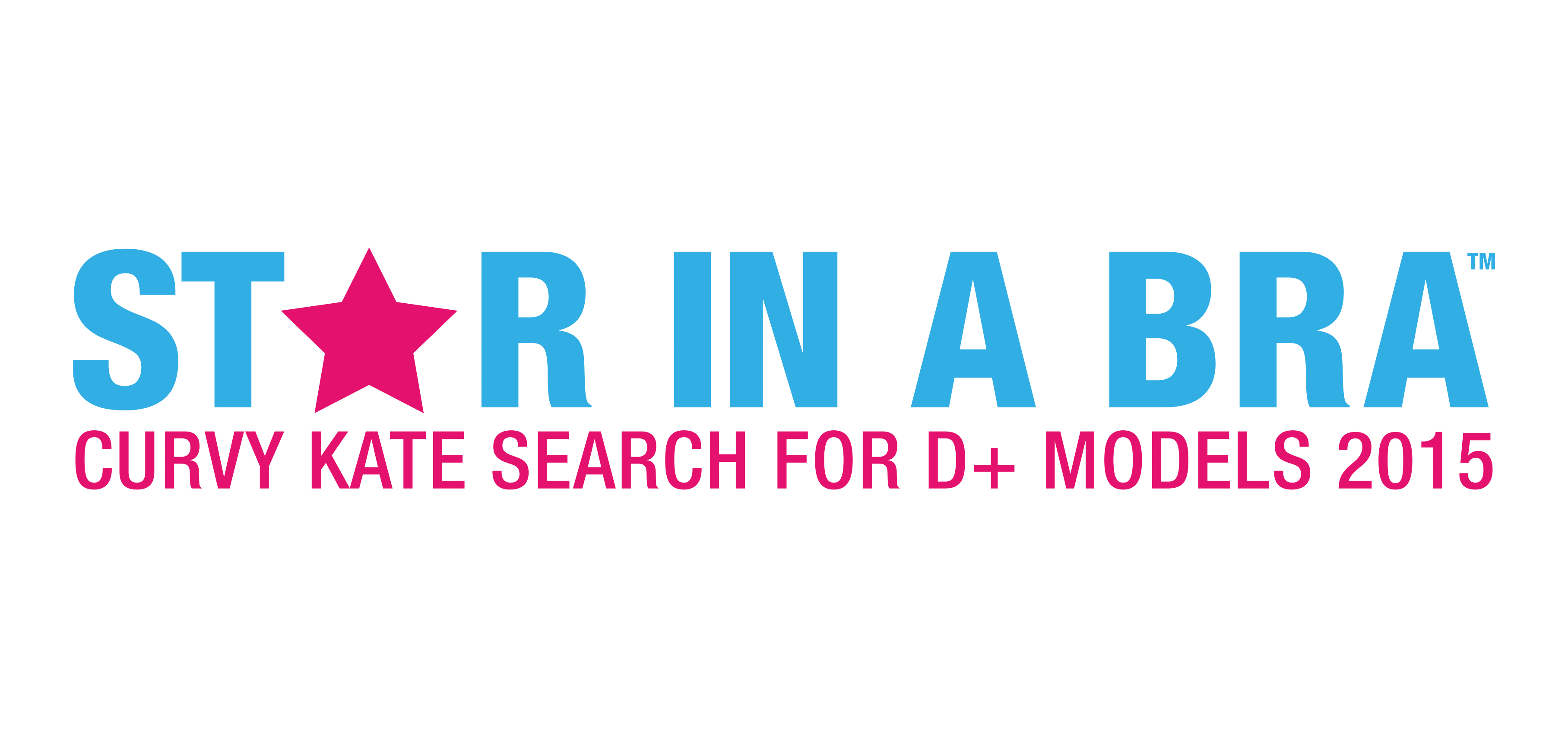
Logo de l'édition 2015

Curvy Kate a décidé de ne pas recourir à des mannequins professionnelles. À la place, la société organise une compétition de mannequinat appelée Star in a Bra afin de trouver des vraies modèles avec des courbes généreuses et un bonnet D+. Curvy Kate leur propose un contrat d'un an. Initialement créé au Royaume-Uni, le concours s'est progressivement implanté en Australie en 2011 et aux États-Unis l'année suivante. 
La compétition est ouverte à toutes les femmes, peu importe leurs silhouettes ou leurs tailles. Il n'y aucune limite d'âge si ce n'est que l'âge minimal requis est de 21 ans. Seul prérequis est que la candidate fasse un bonnet D ou plus, pour pouvoir porter les ensembles Curvy Kate.
Une fois la candidature est soumise en ligne, Curvy Kate sélectionne 25 candidates. À partir de ce moment, le public peut voter, en premier lieu pour le TOP 25 puis pour le TOP 10. À partir du TOP 10, les candidates participent à un shooting photo à Londres.
À l'issue de la compétition, la gagnante représente Curvy Kate à travers ses catalogues et autres supports de communications.
Laura Butler de la compétition anglaise de 2008 et Lauren Colfer de l'édition de 2009 ne l'ont pas gagné mais se sont vu proposer un contrat similaire à la gagnante. Depuis, Curvy Kate a décidé de changer les modalités du concours. 
Lizzie Haines, la gagnante de l'édition anglaise de 2011 a reçu une couverture par la presse nationale lors de sa victoire.
Daisy Hill, une des finaliste de l'édition anglaise de 2009 a été la première modèle d'origine africaine de la marque. La gagnante de l'édition américaine de 2012, Krista Cousins est la deuxième mannequins d'origine africaine de la marque.
Curvy Kate est l'une des rares compagnies de lingerie à utiliser des mannequins aux courbes généreuses et à fortes poitrines ainsi qu'à des mannequins d'origine étrangère.

## Projet de l'Université De Montfort
En 2010, Curvy Kate s'associe avec le département de Lingerie Fine de l'Université De Montfort . Un projet de conception d'un ensemble est confié aux élèves de deuxièmes année du cycle. Le gagnant du projet sera retenu et son ensemble fera partie de la collection 2011 Automne Hiver. Les étudiants ont 10 semaines pour créer « une pièce en bonnet DD+ qui doit correspondre à la philosophie modern et funny de la marque ».
Sarah Greenwood gagne le projet avec son modèle Sugar Rush. Les étudiantes Ella Chidgrey et Carli Pullinger arrivent en deuxième et troisième position. L'ensemble de Sarah Greenwood est adapté à la collection existante en procédant à un changement la couleur verte en indigo et en le renommant en Lottie. Le modèle Lottie a continué en noir, blanc et rose dans la collection 2013 Printemps Été[pertinence contestée].
En mars 2011, Curvy Kate annonce renouveler le projet mais avec une durée impartie de seulement huit semaines. Nabila Omar gagne la compétition avec un soutien-gorge pigeonnant. Les étudiantes Sara Caspi et Bryony Anne Bennett arrivent deuxième et troisième position. Le modèle incorpore la collection 2012 Automne Hiver sous le nom Wild[source secondaire souhaitée].

## UK Lingerie Awards
En 2011, Curvy Kate est nommée pour trois prix lors du UK Lingerie Awards en tant que Marque de Lingerie, la Marque de Bonnets Profonds et la Meilleure Campagne de Communication pour Star in a Bra. La marque remporte le prix de la Marque de Bonnets Profonds battant Gorgeous de Debenhams et Miss Mandalay.
En 2012, Curvy Kate est nommée pour quatre prix. La Marque de Lingerie de l'Année, la Marque de Bonnets Profonds et la Meilleure Campagne de Communication pour Star in a Bra de nouveau ainsi que le prix de la Marque de Lingerie Préférée voté par le public anglais. Elle remporte le prix de la Marque de Bonnets Profonds et la Meilleure Campagne de Communication.

## Note
- (en) Cet article est partiellement ou en totalité issu de l’article de Wikipédia en anglais intitulé « Curvy Kate » (voir la liste des auteurs).